# Herriman (Utah)
Herriman je město v okresu Salt Lake County ve státě Utah. K roku 2010 zde žilo 21 785 obyvatel. S celkovou rozlohou 52,5 km² byla hustota zalidnění 410 obyvatel na km². V roce 2020 šlo o 14: nejlidnatější město v Utahu. Založeno bylo v roce 1851 Henrym Harrimanem.